# Avant-garde russe

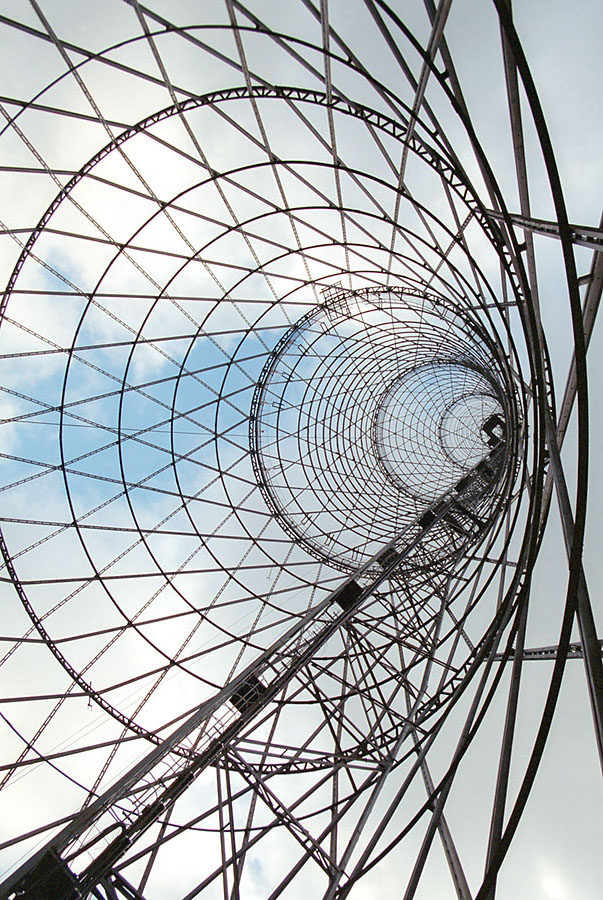
Tour Choukhov.

Pour les articles homonymes, voir Avant-garde.
L'avant-garde russe est un terme générique désignant un large courant très influent d'art moderne qui est apparu en Russie, plus précisément dans l'Empire russe et en Union soviétique.

## Historique
Selon Pauline Kovalenko[réf. souhaitée], l'avant-garde russe court sur une période allant de 1890 jusqu'à 1930, à cheval sur deux contextes politiques, d'abord l'Empire russe, suivi en 1917 par l'URSS.
Le terme regroupe une nébuleuse de mouvements artistiques émergeant au cours de cette époque, distincts mais souvent inextricablement associés comme le symbolisme, le néoprimitivisme, le rayonnisme, le suprématisme, le constructivisme et le futurisme.
Par ailleurs, beaucoup de ces artistes dits « d'avant-garde » étaient nés ou avaient grandi dans ce qui est aujourd'hui devenu la Biélorussie ou l'Ukraine, tels Kasimir Malevitch, Alexandra Exter, Vladimir Tatline, Vassily Kandinsky, David Bourliouk, Alexandre Archipenko...
L'avant-garde russe atteignit son apogée dans la période comprise entre la révolution russe de 1917 et 1932 quand les idées d'avant-garde se retrouvèrent en désaccord avec l'émergence du courant réaliste socialiste promu par l'État aux ordres de Staline.

## Principales figures emblématiques
Architectes
- Vladimir Choukhov
- Moïsseï Ginzbourg
- Ilya Golossov
- Ivan Leonidov
- Constantin Melnikov
- Iakov Tchernikhov
- Alexandre Vesnine

Plasticiens
- Alexandre Archipenko
- Natan Altman
- Oleksandr Bohomazov
- Marc Chagall
- Vladimir Baranov-Rossiné
- David Bourliouk
- Vladimir Bourliouk
- Vera Ermolaeva
- Alexandra Exter
- Pavel Filonov
- Naum Gabo
- Michail Grobman (en)
- Nina Genke
- Nathalie Gontcharova
- Gueorgui Iakoulov
- Anna Kagan (es)
- Vassily Kandinsky
- Ivan Klioune
- Gustav Klucis
- Pavel Kouznetsov
- Mikhaïl Le Dentu
- Aristarkh Lentoulov
- Lazar Lissitzky
- Kasimir Malevitch
- Paul Mansouroff
- Mikhaïl Matiouchine
- Vadim Meller
- Solomon Nikritin (en)
- Lioubov Popova
- Jean Pougny
- Kliment Red'ko
- Alexandre Rodtchenko
- Olga Rozanova
- Léopold Survage
- Varvara Stepanova
- Georgii et Vladimir Stenberg (en)
- Vladimir Tatline
- Ilia Tchachnik
- Vasiliy Yermilov (en)
- Nadejda Oudaltsova
- Alexandre Zhdanov (en)

Périodiques, revues
- LEF
- Mir iskousstva

Cinéastes
- Alexandre Dovjenko
- Sergueï Eisenstein
- Vsevolod Poudovkine
- Dziga Vertov

Écrivains
- Velimir Khlebnikov
- Vladimir Maïakovski
- Serge Tretiakov

Metteurs en scène
- Vsevolod Meyerhold
- Nicolas Evreïnoff
- Evgueni Vakhtangov
- Sergueï Eisenstein

Poètes
- Alexandre Vvedenski
- Nicolas Bourliouk
- Daniil Harms
- Benedikt Livchits
- Ilia Zdanevitch

## Articles principaux
- Architecture constructiviste
- Avant-garde
- Cinéma soviétique d'avant-garde
- Constructivisme
- Cubo-futurisme
- Futurisme russe
- Néoprimitivisme
- Oberiou
- Rayonnisme
- Suprématisme
- Vkhoutemas
- Valet de Carreau, Queue d'Âne, Gileia, Aveniristes, Toutisme